# Antonio Muñoz
Antonio Muñoz (Roma, 14 marzo 1884 – Roma, 22 febbraio 1960) è stato uno storico dell'arte e architetto italiano.

## Biografia
Nacque a Roma da Augusto e da Angela Zeri nel 1884. Il cognome rivela le origini castigliane della famiglia: discendeva infatti da Juliano Muñoz, ufficiale in servizio presso l'ambasciata di Spagna che nel Settecento si era definitivamente stabilito nell'Urbe sposando una donna romana.
Frequentò l'Università di Roma dove ne uscì nel 1906 laureato in lettere. Seguì quindi un corso di perfezionamento in storia dell'arte tenuto da Adolfo Venturi. Durante gli studi accademici aveva trascorso un periodo a Parigi per seguire alcuni corsi dell'Académie des beaux-arts; nello stesso periodo visitò il Medio Oriente, l'Austria e la Russia e, a partire dal 1903, cominciò a pubblicare articoli per la rivista L'Arte.
Nel 1909 divenne libero docente in storia dell'arte all'Università di Napoli. Soprintendente ai monumenti del Lazio dal 1914 al 1928 e, dal 1928 al 1944 ispettore generale delle Antichità e Belle Arti del Governatorato di Roma,
lavorò alla trasformazione urbanistica di importanti zone del centro storico romano, quali il tratto di via dell'Impero
 che va da Largo Corrado Ricci al Colosseo, via dei Trionfi, la zona archeologica di Largo di Torre Argentina, il Mausoleo di Augusto.
Diresse alcuni importanti restauri di chiese romane tra i quali, di particolare rilievo, quello della basilica di Santa Sabina che, eliminando le sovrapposizioni edificate da Domenico Fontana nel 1587, riportò la chiesa al suo aspetto originario. L'intervento fu eseguito in due fasi: la prima dal 1914 al 1919 e poi dal 1936 al 1937.
Altri suoi restauri riguardarono la basilica dei Santi Quattro Coronati (1912-1914),
San Giorgio in Velabro (1923-1926),
Santa Balbina (1927-1930).
Il 21 aprile 1930 inaugurò il Museo di Roma, di cui fu anche il primo direttore. Il museo era allora ubicato nella vecchia sede del Pastificio Pantanella, in piazza della Bocca della Verità, nel 1952 venne poi trasferito nella sede attuale di Palazzo Braschi, in piazza San Pantaleo.
Scrisse, fin da giovane, numerosi articoli e volumi di storia dell'arte e archeologia. Tra le sue opere troviamo anche raccolte di poesie e poemetti romaneschi ed un divertente e singolare Sinonimi del dialetto romanesco. Novanta modi per dire imbecille, pubblicato nel 1947.
Nel 1936 fondò la rivista L'Urbe, Rivista Romana di storia, arte, lettere, costumanze, bimestrale edito dai Fratelli Palombi, e la diresse per circa un ventennio. Alla rivista collaborarono, nel corso del tempo, alcuni tra i maggiori romanisti tra i quali Ceccarius.
Morì nel 1960, a settantacinque anni, nella città natale. Il comune di Roma, nel 1971, ha intitolato al suo nome una via di Ostia Antica (Zona XXXV, Municipio XIII).

## Opere (elenco parziale)
- I codici greci miniati delle minori biblioteche di Roma, Firenze, Alfani e Venturi, 1905
- Iconografia della Madonna: studio delle rappresentazioni della Vergine nei monumenti artistici d'Oriente e d'Occidente, Firenze, Alfani e Venturi, 1905
- Monumenti d'arte medioevale e moderna, Pubblicazione a fascicoli, Roma, Danesi, 1906
- La Galleria Borghese in Roma, Roma, W. Modes, 1909
- Studi d'arte medievale, Roma, Modes, 1909
- Basilica di S. Pietro, Collezione Monumenti d'Italia, Roma, Garzoni Provenzani, 1910
- Il restauro della chiesa e del chiostro dei ss. Quattro Coronati, Roma, Ed. Danesi, 1914
- Elogio del Borromini, Roma, Stab. tip. E. Armani, 1918
- La basilica di Santa Sabina in Roma: descrizione storico-artistica dopo i recenti restauri, Milano, Alfieri e Lacroix, 1919
- Roma barocca, Roma-Milano, Casa editrice d'arte Bestetti e Tumminelli, 1919
- G. B. Piranesi, Roma-Milano, Casa editrice d'arte Bestetti e Tumminelli, 1920
- Roma di Dante, Roma-Milano, Casa editrice d'arte Bestetti e Tumminelli, 1921
- S. Pietro in Vaticano, Collezione Le chiese di Roma illustrate, Roma, Casa ed. Roma, 1924
- Campidoglio, Roma, Stab. Tip. Arte della stampa, 1930
- Il Museo di Roma, Roma, Governatorato di Roma, 1930
- Via dei monti e via del mare, Roma, Biblioteca d'arte, 1932
- La via del Circo Massimo, Roma, Tumminelli, 1934
- Roma di Mussolini, Milano, Treves, 1935
- Architettura gotica: appunti di storia dell'arte medioevale, Roma, Gruppo dei fasci dell'Urbe, 1937
- Il restauro della Basilica di Santa Sabina, Roma, Palombi, 1938
- Roma medioevale, Roma, Edizioni Italiane, 1939
- Rembrandt, Collezione I grandi pittori, Novara, Istituto Geografico De Agostini, 1941
- Van Dyck, Collezione I grandi pittori, Novara, Istituto Geografico De Agostini, 1941
- Velazquez, Collezione I grandi pittori, Novara, Istituto Geografico De Agostini, 1942
- L'isolamento del colle capitolino, Roma, Arti graf. fratelli Palombi, 1943
- La basilica di S. Lorenzo fuori le mura, Roma, Palombi, 1944
- Domenico Fontana architetto (1543-1607), Bellinzona, Ist. Edit. Ticinese, 1944
- Figure romane, Roma, A. Staderini, 1944
- D'Annunzio a Roma (Muñoz ed altri), Roma, Palombi, 1955
- Antonio Canova: le opere, Roma, Palombi, 1957
- Roma nel primo Ottocento, Roma, Palombi, 1961